# Noboru Yamaguchi (Autor)
Noboru Yamaguchi (jap. ヤマグチ ノボル, Yamaguchi Noboru; * 11. Februar 1972 in der Präfektur Ibaraki; † 4. April 2013) war ein japanischer Autor von Light Novels (illustrierte Romane) und Computerspielszenarien.
Für seine Juvenile Pornos (Romane mit Sexbeschreibungen und mit Illustrationen im Anime-/Manga-Stil) verwendete er bis 2005 auch den Namen Shōichi Yamaguchi (山口 昇一, Yamaguchi Shōichi), wobei das erste Schriftzeichen des Vornamens 昇 als Noboru gelesen werden kann.
Yamaguchi besuchte die Meiji-Universität und hat einen Abschluss in Politologie. Er ist eng verbunden mit dem Erogē-Ren’ai-Adventure-Entwicklerstudio Frontwing, für deren Spiele er von 2000 bis 2008 regelmäßig Szenarien schrieb. Zu deren Spiel Canary – Kono Omoi o Uta ni Nosete schrieb er 2000 auch eine Light Novel die bei Kadokawa Shotens Light-Novel-Imprint Kadokawa Sneaker Bunko erschien und seinen Debütroman darstellt. Seinen größten Erfolg hat er mit dem seit 2004 erscheinenden Fantasy-Zyklus Zero no Tsukaima, der auch als Anime-Serie mit vier Staffeln verfilmt wurde.
Der Autor verstarb am 4. April 2013 an den Folgen eines Krebsleidens.

## Werk

### Original-Romane
- Tsuppare Arisugawa (つっぱれ有栖川; Juni 2003)
- Sister Spring: Itsuka no Imōto (シスタースプリング いつかの妹, Shisutā Supuringu: ~; Juli 2004)
- Kakikake no Love Letter (描きかけのラブレター, ~ Rabu Retā; August 2004)
- Santa Claris Crisis (サンタ・クラリス・クライシス, Santa Kurarisu Kuraishisu; Dezember 2005)
- Zero no Tsukaima (ゼロの使い魔; Juni 2004–Februar 2011, 20 Bände)
  - Zero no Tsukaima Gaiden: Tabitha no Bōken (ゼロの使い魔外伝 タバサの冒険, ~: Tabasa ~, Oktober 2006–März 2009, 3 Bände)
  - Reppū no Kishihime (烈風の騎士姫; Oktober 2009–März 2010, 2 Bände)
- Tōku 6 Mile no Kanojo (遠く6マイルの彼女; Februar 2006)
- Potion Uri no Marea (魔法薬売りのマレア, Pōshon ~; April 2006)

als Shōichi Yamaguchi:
- Nibunnoichi (にぶんのいち; November 2000)
- Imōto Lesson: Koko wa Otome no En (いもうとレッスン ここは乙女の園, ~ Ressun: ~; März 2005)
- Ani yori Sugureta Imōto na Doko no Yo ni Sonzai Shite wa Ikenai (兄よりすぐれた妹などこの世に存在してはいけない; Dezember 2011)

### Adaptions-Romane
- Canary – Kono Omoi o Uta ni Nosete (カナリア 〜この想いを歌に乗せて〜, Kanaria: ~; September 2000)
- Green Green: Kanenone Fantastic (グリーングリーン 鐘ノ音ファンタスティック, Gurīn Gurīn: Kanenone Fantasutikku; März 2003)
- Green Green: Kanenone Stand By Me (グリーングリーン 鐘ノ音スタンド・バイ・ミー, Gurīn Gurīn: Kanenone Sutando Bai Mī; Januar 2004)
- Strike Witches: Suomus Iranko Chūtai Ganbaru (ストライクウィッチーズ　スオムスいらん子中隊がんばる, Sutoraiku Witchīzu: Suomusu ~; September 2006)
- Strike Witches Ni no Maki: Suomus Iranko Chūtai Koisuru (ストライクウィッチーズ　弐の巻　スオムスいらん子中隊恋する, Sutoraiku Witchīzu: Suomusu ~; Februar 2007)
- Strike Witches San no Maki: Suomus Iranko Chūtai Hajikeru (ストライクウィッチーズ　参の巻　スオムスいらん子中隊はじける, Sutoraiku Witchīzu: Suomusu ~; Juli 2008)

### Computerspielszenarien und -skripte
- Canary – Kono Omoi o Uta ni Nosete (カナリア 〜この想いを歌に乗せて〜, Kanaria: ~) von Frontwing, August 2000
- Green Green (グリーングリーン, Gurīn Gurīn) von Groover, Oktober 2001
- Gonna Be?? von Groover, August 2002
- Shiritsu Akihabara Gakuen (私立アキハバラ学園) von Frontwing, August 2003
- Yukiuta (ゆきうた) von Frontwing/Survive, Dezember 2003
- Makai Tenshi Jibril (魔界天使ジブリール, ~ Jiburīru) von Frontwing, April 2004
- Sorauta (そらうた) von Frontwing, August 2004
- Green Green 3: Hello Goodbye (グリーングリーン3 ハローグッバイ, Gurīn Gurīn 3: Harō Gebbai) von Groover, August 2005
- Boy Meets Girl (ボーイ・ミーツ・ガール, Bōi Mītsu Gāru) von Frontwing, 2006
- Kimihagu (きみはぐ) von Frontwing, März 2007
- Kamiponi! (かみぱに!) von Clochette, März 2008
- Hoshiuta (ほしうた) von Frontwing, Dezember 2008
- Yumemiru Tsuki no Lunalutia (夢みる月のルナルティア, Yumemiru Tsuki no Runarutia) von Arianrhod, November 2011